# Базз Гарднер
Чарльз Леон Гуарнера (англ. Charles Leon Guarnera, прозвище «Базз») (1931 — 1 февраля 2004) — трубач, известный участием в группе Фрэнка Заппы, The Mothers of Invention в 1968—1969 гг. Брат саксофониста Банка Гарднера.

## Биография

### Ранние годы
Чарльз Гуарнера родился в 1931 году в Кливленде. Начал заниматься музыкой в раннем детстве; увлекся биг-бэндом и джазом. Свою карьеру Гуарнера начал в 16 лет с участия в туре вместе с Midwest и Джеком Уилсоном. Позже учился в Маннес-колледже в Нью-Йорке.
С 1951 года Гуарнера проходил военную службу в Триесте в составе военного оркестра, вместе с джазовым флейтистом Херби Манном. Чарльз делил комнату в казарме с Доном Престоном, с которым они позже вместе играли в группе The Mothers of Invention.
В 1953 году Гуарнера оставил военную службу и перебрался в Париж, где играл с джазменами — гитаристом Рене Томасом и виолончелистом Андре Одером; вместе они записали два альбома.
В 1955 году Гарднер вернулся в Нью-Йорк и поступил в Манхэттенскую музыкальную школу, которую окончил в 1959 году со степенью бакалавра музыки. После этого он перебрался в Лос-Анджелес, где вместе со своим братом Банком Гарднером выступал в различных группах, исполнявших джаз и латиноамериканскую музыку.

### Карьера
В 1962 году Базз снова встретился с Доном Престоном и стал играть в его проекте Don Preston’s Unnamed Experimental Project. К 1968 году Базз меняет свою манеру игры к жанрам авангард/джаз-фьюжн. Тогда же, в ноябре 1968 года, он вошёл в состав группы The Mothers of Invention в качестве трубача и там воссоединился со своим братом Банком Гарднером. С The Mothers Базз записал два альбома: Burnt Weeny Sandwich (1969) и Weasels Ripped My Flesh (вышел после распада группы в 1970). В августе 1969 года Фрэнк Заппа распустил The Mothers. Базз и Банк объединились с Джоном Балкином и играли под вывеской Menage Trois с 1969 по 1972 гг.
В 1970 году братья Гарднеры участвовали в записи альбома Тима Бакли Starsailor и в одноименном дебютном альбоме 1972 года канадского исполнителя Доминика Трояно. В 1980 году Базз и Банк Гарднеры воссоединились с другими бывшими участниками The Mothers: с Джимми Карл Блэком, с Джеймсом Шервудом и с Доном Престоном. Группа назвалась The Grandmothers. Коллектив выпустил несколько альбомов и снова воссоединился в 2002 году.
Базз скончался 1 февраля 2004 года, в возрасте 72 лет. Его пережил брат Банк Гарднер.

## Дискография
- René Thomas quintet: rené thomas et son quintette 1954
- Bobby Jaspar: bobby jaspar’s new jazz vol.2 1954
- Andre Hodeir et le jazz groupe de paris: essais 1955
- Tim Buckley: Starsailor 1970
- Domenic Troiano domenic troiano 1972[4]
- Geronimo black: geronimo black 1972[5]

### С Frank Zappa и the Mothers of Invention
- Burnt Weeny Sandwich (1970)
- Weasels Ripped My Flesh (1970)
- You Can’t Do That On Stage Anymore Sampler (1988)
- You Can’t Do That On Stage Anymore Vol. 1 (1988)
- You Can’t Do That On Stage Anymore Vol. 4 (1991)
- You Can’t Do That On Stage Anymore Vol. 5 (1992)
- BTB I: The Ark (1991)
- BTB II: Our Man In Nirvana (1992)

### C Captain Beefheart & his Magic Band
- Trout Mask Replica (1969)

### С The Grandmothers
- The Grandmothers (1981)
- Fan Club Talk (1981)
- Lookin Up Granny’s Dress (1983)
- A Mother of Anthology (1993)